# 浦安市立富岡中学校
浦安市立富岡中学校（うらやすしりつ とみおかちゅうがっこう）は、千葉県浦安市富岡一丁目にある公立中学校。通称は「富中」（とみちゅう）。

## 沿革
- 1984年4月1日 - 浦安市立見明川中学校より分離し、開校。
- 1993年5月28日 - 創立10周年。
- 1999年6月18日 - 境川の堤防に花壇を設置。
- 2002年2月2日 - オーランド市メモリアル中学校と姉妹校締結。
- 2003年6月14日 - 創立20周年。
- 2006年11月29日 - 境川の堤防の花壇が、第43回 花いっぱいコンクールで「農林水産大臣賞」受賞。

## 学校教育目標
『心身ともに健康で、実践力のある生徒の育成』
1. 豊かな心をもち、思いやりと節度のある行いのできる生徒の育成
2. 進んで学び、意欲を持って学習に励む生徒の育成
3. 身体を鍛え、健康でたくましく活動する生徒の育成

## 部活動
運動部
- 野球部
- サッカー部
- バスケットボール部（男・女）
- バレーボール部（男・女）
- ソフトテニス部 （女子のみ）
- ソフトボール部

文化部
- 吹奏楽部
- 美術部

## 所在地
学校は住宅地の中にあり、学校の北側には首都高速湾岸線と国道357号線が通っている。学校に隣接して浦安市立富岡小学校と浦安市立富岡幼稚園がある。
学校の西側には境川が流れていて、清掃時に堤防の草取り作業をしている。

## 著名な出身者
- 中澤有美子 - フリーアナウンサー、元テレビ信州アナウンサー[2]

## アクセス
- JR京葉線 新浦安駅からの場合
【バス】新浦安駅北口から東京ベイシティバス系統7(南行徳線)で「NTT浦安前」下車徒歩1分
【徒歩】8 - 10分ほど

- JR京葉線舞浜駅または東京メトロ東西線 浦安駅からの場合
【バス】舞浜駅・浦安駅入口から東京ベイシティバス4系統(富岡線)・8系統(富岡S線)・12系統(舞浜リゾート線)「NTT浦安前」下車徒歩1分

## その他
近年少子化が進む最中、生徒数が平成17年より増加するとともに、学級数が増えている。要因として、学区内の大型マンションの建設と浦安市特有の現象が考えられる。
隣接している富岡小学校の生徒数が爆発的に増加しているが、その大多数が富岡中学校に持ち上がりで来るため、過去の在校生数を超すと予想される。